# Opsporingsdienst Overledenen
De Opsporingsdienst Overledenen, kortweg O.D.O. (Batavia, 5 december 1945 - december 1949) was een dienst met oorspronkelijk als taak de slachtoffers van de Japanse bezetting in Nederlands-Indië op te sporen en, in samenwerking met de Legergravendienst, zorg te dragen voor hun herbegraving. Het werkterrein werd spoedig na de oprichting uitgebreid tot de na-oorlogse vermisten.

## Taakbeschrijving
Op de O.D.O. waren de in de rondetafelconferentie vastgestelde regelingen betreffende de onder Nederlands bevel staande Landstrijdkrachten in Indonesië na de Soevereiniteitsoverdracht van toepassing: de dienst was belast met het opsporen en verzamelen van betrouwbare gegevens van alle Nederlanders en Nederlandse onderdanen die na 7 december 1941 in Nederlands-Indië verblijf hielden en in die in die tijd zijn overleden in Nederlands-Indië, in Japanse gevangenkampen of op transportschepen buiten Nederlands-Indië.
Het doel was dat aan de hand van de opgespoorde gegevens over deze personen, die naar aanleiding van feitelijke omstandigheden niet op een wettelijk voorgeschreven wijze in register van de burgerlijke stand waren ingeschreven, de burgerlijke standen in Indonesië gereconstrueerd kon worden.
De gegevens werden verstrekt aan particuliere belanghebbenden, en allerlei instellingen zoals de politie, de Nevis, het Rode Kruis, de Indische pensioenfondsen, het Rijksinstituut voor oorlogsdocumentatie (NIOD).

## Opheffing
In verband met bezuinigingen bij het departement van Justitie waaronder het O.D.O. ressorteerde, werd de opsporingsdienst op 1 oktober 1949 opgeheven.
Van de 45.000 tot 50.000 gevallen waren toen 25.000 tot 30.000 gevallen afgehandeld, maar waren er nog een tienduizendtal gevallen die weliswaar opgelost waren, maar nog afgehandeld moesten worden. Volgens een mededeling van het hoofd van de dienst zou toen een ordonnantie gemaakt worden, waarin bepaald werd dat degene die toen nog niet terecht was, als overleden werden beschouwd. Op grond van deze ordonnantie zouden alle nabestaanden van vermisten een akte van overlijden thuis gestuurd krijgen.

## Locaties
Het hoofdkantoor van de O.D.O. stond in Batavia en de bijkantoren in Bandoeng (Jalan Riau 185), Soerabaja en Semarang. De legergravendienst was onderdeel van het Hoofdkwartier Adjudant-Generaal (H.K.A.G. II F) en behoorde tot de LegerProductieBedrijven (L.P.B.) van de Koninklijke Landmacht.